# Nowy Podleck
Nowy Podleck – wieś sołecka w Polsce, położona w województwie mazowieckim, w powiecie płockim, w gminie Bulkowo.
| SIMC    | Nazwa  | Rodzaj    |
| ------- | ------ | --------- |
| 0561572 | Turowo | część wsi |

W latach 1975–1998 wieś administracyjnie należała do województwa płockiego.